# Houria Bouteldja

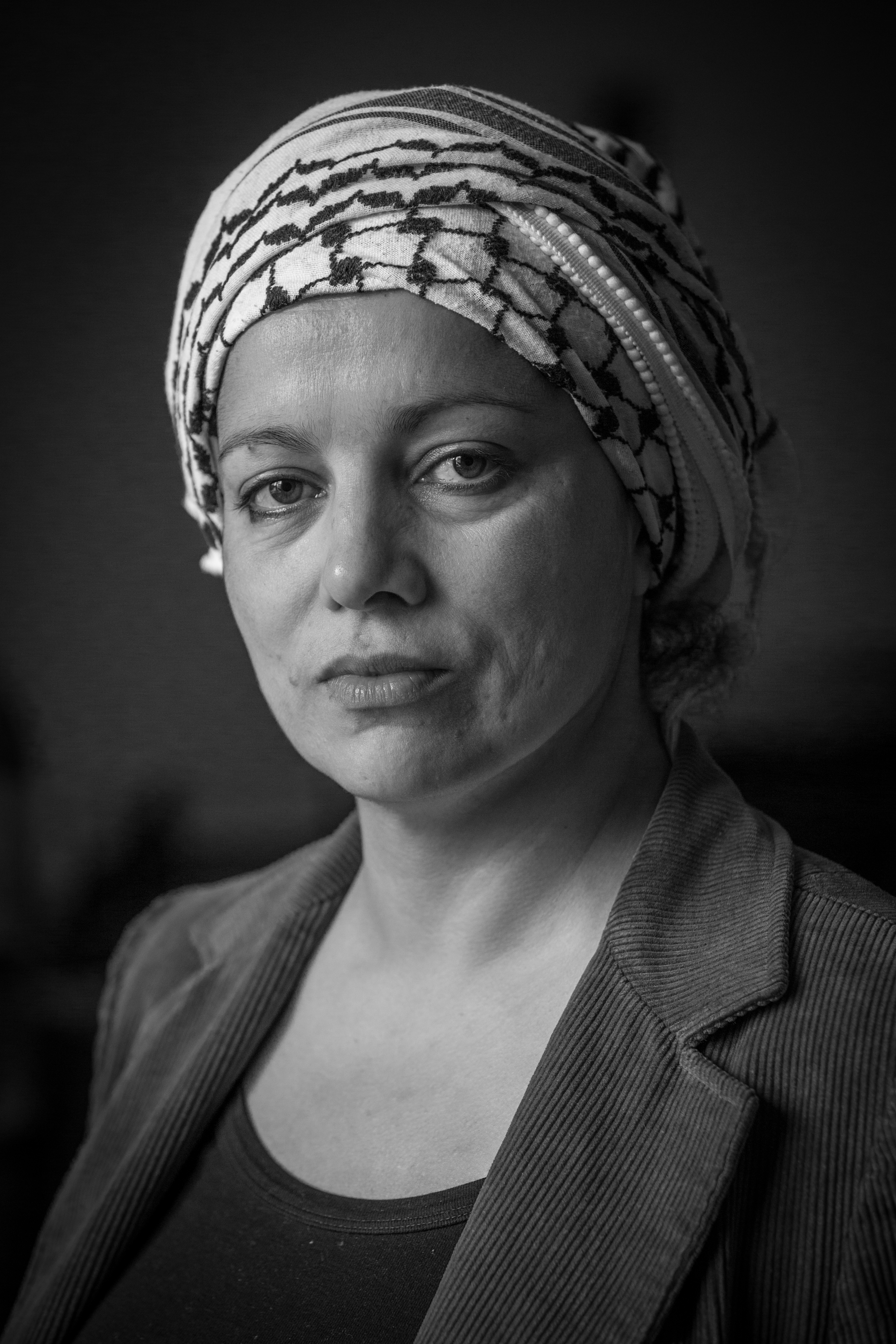
Houria Bouteldja (2016)

Houria Bouteldja (* 5. Januar 1973 in Constantine, Algerien) ist eine franko-algerische Politaktivistin und Sprecherin der Parti des Indigènes de la République (PIR), die sich als antirassistische Kämpferin gegen Islamophobie und Neokolonialismus bezeichnet. Sie ist Gegenstand vieler Kontroversen.

## Biographie
Houria Bouteldja studierte angewandte Fremdsprachen (Englisch und Arabisch) in Lyon. Seit 2001 ist sie Mitarbeiterin des Institut du monde arabe in Paris, wo sie für die Raumvergabe zuständig ist.
Im Jahr 2003 war sie an der Gründung des Kollektivs „Les Blédardes“ („Bled“ ist ein populäres Wort unter Immigranten für das Heimatland oder das Heimatdorf) beteiligt. In einem anderen Kollektiv, „Une école pour tous et toutes“ („Eine Schule für alle – Schüler und Schülerinnen“), bekämpfte sie das Gesetz über das Zeigen religiöser Symbole in öffentlichen Schulen, da sie das Verbot, den Schleier zu tragen, als „neokoloniale“ Praxis oder gar als „neue Dreyfus-Affäre“ betrachtet.
Im Januar 2005 war Bouteldja eine der Initiatorinnen des Aufrufs, der die „Indigene Bewegung der Republik“ („Indigènes de la République“) ins Leben rief und deren Sprecherin sie wurde. Die „Indigenen der Republik“ stellen sich als eine Bewegung dar, die die koloniale Vergangenheit Frankreichs anprangert, gegen die Diskriminierung der „Nachkommen der kolonialisierten Bevölkerung“ und ganz allgemein gegen die rassistische und kolonialistische Ideologie kämpft, von der sie glauben, dass sie die gegenwärtige Sozialpolitik des französischen Staates prägt.
Im Jahr 2014 erhielt sie den Preis „Kampf gegen Islamophobie“ von der „Islamic Human Rights Commission“, einer gemeinnützigen Organisation, die sich gegen die „Verletzung muslimischer Rechte“ einsetzt und als islamistische Vereinigung „nahe der Hamas und als Brückenkopf zur khomeinistischen Lobby“ gilt, wie mehrere Journalisten und Aktivisten, darunter Caroline Fourest, berichten.
Bei der Ernennung von Fadela Amara, Präsidentin von Ni putes ni soumise (einer Vereinigung, die gegen den Sexismus in den französischen Vorstädten kämpft), zur Staatssekretärin für Stadtpolitik im Juni 2007, erklärte sie, es handle sich um eine „Förderung von Islamophobie und Rassismus“.
Im November 2017 lud die Universität von Limoges Houria Bouteldja zu einem Seminar über postkoloniale Studien ein, das wegen seiner kontroversen Positionen eine Debatte auslöste. Nachdem der Präsident der Universität, Alain Célérier, sich positiv über die Einladung geäußert hatte, zog er sie letztendlich zurück und wies auf die „Gefahr einer Störung der öffentlichen Ordnung“ hin. Die Ministerin für das Hochschulwesen, Frédérique Vidal, forderte daraufhin die Universitäten auf, „wachsam zu sein“.

## Juristische Affären
Nachdem sie am 10. Mai 2010 wegen rassistischer Beleidigung aufgrund der Verwendung des Begriffs „souchien“ angeklagt wurde, wurde sie am 25. Januar 2012 freigesprochen.
Am 24. Oktober 2012 wird sie vor dem Institut du monde arabe von einem Mann mit Farbe besprüht. Zu dieser Tat bekannte sich am darauf folgenden Tag die jüdische Ligue de défense juive (LDJ). Der Attentäter Daniel Benassaya, Webmaster der LDJ, wurde im Mai 2016 zu sechs Monaten Haft mit Bewährungsstrafe und 8.500 Euro verurteilt.

## Politische Positionen
Houria Bouteldja beschreibt sich selbst als antirassistische Aktivistin, die sich gegen Islamophobie und Neokolonialismus engagiert; sie ist dabei ihrerseits Gegenstand zahlreicher Kontroversen. Sie wird insbesondere beschuldigt, antisemitisch, homophob, sexistisch, kommunitaristisch und rassistisch zu sein.
In einem Artikel mit dem Titel „Les habit neufs du doriotisme“ prangerte sie 2006 die ihrer Meinung nach „national-populistischen Neigungen einer bestimmten Anzahl von Akteuren der französischen Linken“ an, wobei sie namentlich auf die Redaktion von Charlie Hebdo zielte.
Während sie behauptet, „ambivalente Gefühle“ gegenüber dem umstrittenen Komiker Dieudonné zu haben, der regelmäßig wegen seines Antisemitismus kritisiert wird, lobt sie seine „Haltung des Widerstands gegen die weiße Welt“ und die „Zionisten“.
Im November 2011 unterzeichnete sie ein Manifest, in dem die Unterstützung, die Charlie Hebdo nach dem Brandanschlag auf seine Räumlichkeiten erhielt, angeprangert wurde.
Im Jahr 2016 veröffentlichte Bouteldja das Buch „Les Blancs, les Juifs et nous – Vers une politique de l’amour révolutionnaire“ („Die Weißen, die Juden und wir – Zu einer Politik der revolutionären Liebe“), das heftige Kontroversen auslöste. Verschiedene Medien und politische Beobachter warfen Houria Bouteldja vor, rassistische und homophobe Meinungen zu vertreten und innerhalb einer rein kommunitaristischen Logik zu argumentieren. Der Chefredakteur von Le Monde diplomatique, Serge Halimi, wirft ihr vor, dass sie die Linke dazu aufruft, „alles – soziale Dominanz, männliche Dominanz, Verfolgung sexueller Minderheiten – dem Kampf gegen die weiße 'Hegemonie' unterzuordnen“.  Und dies auf der Grundlage einer „theoretischen Reflexion, die letztlich nur eine einzige Variable beinhaltet, nämlich 'Westen' gegen 'Indigene', symmetrisch konzipiert in Blöcken, die fast immer homogen, solidarisch und unveränderlich sind“.
Nach Halimis Ansicht werden in dieser Konzeption „alle historischen Leuchttürme des jahrhundertealten Kampfes um die Emanzipation des Menschen (Rationalismus, Gewerkschaftsbewegung, Sozialismus, Feminismus, Internationalismus) von den Strömen des Essentialismus und der Religion hinweggefegt“.

### Polemik zur Verwendung des Wortes „souchien“
In der Fernsehsendung „Ce soir (ou jamais!)“, zu der Bouteldja oft eingeladen wurde, erklärte sie in der Ausgabe vom 2. Juni 2007:

„Wir haben immer den Fokus auf die Arbeiterviertel gelegt (...), mit ihrem Mangel an Wissen, an politischem Bewusstsein, wir sollten sie erziehen, usw., und man verdeckte den Rest der Gesellschaft und seine Privilegien (...), und da möchte ich sagen: Es ist der Rest der westlichen Gesellschaft, oder zumindest das, was wir die Souchiens nennen - weil wir ihnen einen Namen geben müssen - die Weißen. Die Frage der nationalen Identität muss von allen geteilt werden, und da besteht ein Wissensdefizit.“

Houria Bouteldja behauptete, sie habe unmissverständlich von „souchiens“ gesprochen, einer grammatikalisch korrekten Wortschöpfung, die aus dem Ausdruck „Français de souche“ (etwa: gebürtiger Franzose) und nicht von „sous-chiens“ (etwa: Unter-Hunde) konstruiert wurde. In Folge der zunehmenden Kontroverse hat sie diesen Punkt mehrfach geklärt, insbesondere in einem eigenen Artikel mit dem Titel „Petite leçon de français d' une sous-sous-chienne aux souchiens mal audiants“ („Kleine Französisch-Lektion einer Unterunterhündin für die schwerhörigen Souchiens“).
Die Wochenzeitschrift Marianne nahm als erstes Medium an der Polemik am 28. Juni 2007 mit einem Beitrag teil mit dem Titel „Une petite leçon de racisme“ („Eine kleine Lektion in Sachen Rassismus“). Für den Autor ist der Begriff „souchien“ eine getarnte Beleidigung, die absichtlich mit dem gleichlautenden „sous-chien“ spielt. Indem sie sich selbst als „Unterunterhündin“  bezeichnete, wies Bouteldja die Anwürfe zurück. Sie habe mit der Neuschöpfung „souchien“ nur die autochthonen Franzosen oder die „Weißen“ bezeichnen wollen.
Als der Minister Brice Hortefeux fast ein Jahr später erneut versicherte, dass Bouteldja „die Franzosen als Unterhunde behandelt“ und versprach, nicht zuzulassen, dass solche Ausdrücke straflos ausgesprochen würden, bekräftigte ein Kommuniqué des Parti des Indigènes de la République, PIR, dass es sich um falsche Anschuldigungen handle.
Die Alliance générale contre le racisme et pour le respect de l’identité française et Chrétienne („Allianz gegen den Rassismus und für den Respekt der französischen und christlichen Identität“; Agrif), die als rechtsextrem eingestuft wird, reichte am 10. Mai 2010 in Toulouse eine Klage gegen Bouteldja wegen rassistischer Beleidigung ein. Am 25. Januar 2012 verlieren die Agrif und Bernard Antony den Prozess, und Houria Bouteldja wird freigesprochen. Das Strafgericht Toulouse begründete sein Urteil folgendermaßen: „Der Ausdruck ‚Français de souche‘ war im offiziellen Sprachgebrauch üblich und bezeichnete im Ausland lebende französische Siedler und Expatriates, insbesondere in Algerien“, „wurde aber ab den 1980er Jahren auf neorassistischer Basis im Rahmen der Politisierung des Themas der Einwanderung instrumentalisiert“. Das Tribunal erinnert jedoch daran, dass der Begriff „Français de souche“, auf dem der Ausdruck „souchien“ basiert, mit respektablen Konnotationen einhergehe.
Die Zivilkläger und die Staatsanwaltschaft haben daraufhin Berufung eingelegt. Für den Generalanwalt des Berufungsgerichts ist der Begriff „souchien“ eine „rassistische Beleidigung“.
Houria Bouteldja wurde am 19. November 2012 vom Beschwerdegericht in Toulouse freigesprochen; die Kassationsklage von Agrif wurde am 14. Januar 2014 abgewiesen.
Der Begriff „souchien“ wird insbesondere von der rechtsextremen Gruppe Jeunesses Nationalistes („Nationalistische Jugend“, 2011 von Alexandre Gabriac (geb. 1990) gegründet) verwendet, die dazu aufruft „die Rebellion der Souchiens auf die Straße zu bringen“, mit dem Slogan: „Bouteldja, du bist im Arsch! Die Souchiens sind auf der Straße.“

### Naher Osten
In der TV-Sendung „Ce soir (ou jamais!)“ verkündete sie:

„Hamas und Hisbollah sind Widerstandsbewegungen, die sich wehren. (…) Ich sage laut und deutlich, dass diese beiden Organisationen Widerstandsbewegungen sind.“

In derselben Sendung sprach sie sich gegen die „zionistische Lobby“ aus.
Auf einem Foto posierte Bouteldja lächelnd neben einem Schild mit der Aufschrift: „Die Zionisten in den Gulag“.
Anlässlich des Marsches der „Indigenen Völker der Republik“ am 8. Mai 2008 antwortete sie, befragt zur Präsenz von Schildern mit dem Bildnis des Hamas-Gründers Ahmad Yasin:

„Scheich Yasin ist ein Antikolonialist, der gegen den israelischen Kolonialismus gekämpft hat. Alle Antikolonialisten sind herzlich eingeladen, sich uns anzuschließen.“

Im folgenden Jahr erklärte sie anlässlich des fünften Marsches:

„Ob wir nun aus Afrika, der arabisch-muslimischen Welt, der Karibik, den Banlieues oder einfach nur aus den Reihen des Antikolonialismus kommen: Wir müssen uns in diesem gemeinsamen Kampf um unsere Würde in Frankreich zusammenschließen. Wir müssen uns zusammenschließen, um gemeinsam unsere bedingungslose Solidarität mit allen Völkern, die sich im Kampf befinden, zum Ausdruck zu bringen. Wir müssen uns zusammenschließen, um den Kampf des palästinensischen Volkes um die Wiedererlangung seines Landes bedingungslos zu unterstützen. Und kein Vorwurf des Antisemitismus wird uns zum Rückzug zwingen.“

In Bezug auf Frantz Fanon und das Vorwort Jean-Paul Sartres zu dessen Buch „Die Verdammten dieser Erde“ erklärt Bouteldja, dass Sartre durch seine Anerkennung des Existenzrechts Israels sich selber verraten habe:

„Sartre hat sich überlebt. Denn der Mensch des Vorworts zu ‚Die Verdammten dieser Erde‘ hat sein Werk noch nicht vollendet: den weißen Mann zu töten. Sartre ist nicht Camus, aber er ist auch nicht Genet. Trotz seiner Empathie für die Kolonisierten und ihre berechtigte Gewalt wird ihn nichts davon abbringen das Existenzrecht Israels anzuzweifeln. (…) Sartres gutes weißes Gewissen... Es ist dieses Gewissen, das ihn daran hindert, sein Werk zu vollenden: den Weißen zu liquidieren. (…) Sartre hätte schreiben müssen: ‚Einen Israeli zu töten, bedeutet, zwei Fliegen mit einer Klappe zu schlagen, gleichzeitig einen Unterdrücker und einen unterdrückten Mann zum Verschwinden zu bringen: Es  bleiben ein toter Mann und ein freier Mann übrig.‘ Das ist der Schritt, den Sartre nicht machen konnte. Das ist seine Niederlage. Der Weiße widersteht. Ist der Philosemitismus  nicht die letzte Zuflucht des weißen Humanismus?“

Im Oktober 2024 gehörte Bouteldja zu den Unterzeichnern eines Aufrufs zum Boykott israelischer Kulturinstitutionen, „die an der überwältigenden Unterdrückung der Palästinenser mitschuldig sind oder diese stillschweigend beobachtet haben“.

### Rassismus
In einem Interview, das in der Zeitschrift Nouvelles Questions Féministes vom Februar 2006 erschien, argumentierte Bouteldja, dass Diskriminierung und Segregation eine Apartheidslogik hervorbringen würden, die eine Zunahme von Kommunitarismus- und Identitätsansprüchen zur Folge hätten, was den „Rassismus in Minderheiten“ entwickle – ein antiweißer Rassismus existiere und wachse tatsächlich: „Ja, uns gibt es. Weil wir alles unternommen haben... Wir haben alles versucht. Wir sind von zu Hause weggegangen. Wir haben euch geliebt. Wir wollten das tun, was ihr tut... Wir haben euch so sehr geliebt! Doch wir standen vor einer ‚MAUER DER ARROGANZ‘.“ Sie fügt hinzu:

„So lautet der Ruf der Indigenen: ‚Scheiße‘. Ihm gemäss schlagen wir vor, auf eine gesunde Basis zurückzukehren.(…) Nehmt das Wort an: Ihr mögt es nicht... aber nehmt es trotzdem an! (…) Jetzt wollen wir euch nicht mehr gefallen; ihr nehmt es so, wie es ist, und wir kämpfen gemeinsam, auf unseren eigenen Grundlagen; und wenn ihr es nicht tut, wird morgen die gesamte Gesellschaft den anti-weißen Rassismus in vollem Umfang verantworten müssen. Und du wirst es sein, deine Kinder werden es sein, die darunter leiden werden. Auch wer sich nichts vorzuwerfen hat, wird seine gesamte Geschichte von 1830 auf sich nehmen müssen. Jeder weiße Mann, der antirassistischste Antirassist, der am wenigsten paternalistische Paternalist, der sympathischste aller Sympathischen wird leiden müssen wie alle anderen auch. Denn wenn es keine Politik mehr gibt, dann gibt es keine Details mehr, sondern nur noch Hass. Und wer wird für alles bezahlen? Es wird jeder sein, jeder von euch. Deshalb ist das ernst und gefährlich; wenn ihr eure Haut retten wollt, dann ist jetzt der richtige Zeitpunkt. Die Indigenen der Republik ist ein Projekt für euch; diese Gesellschaft, die ihr so sehr liebt, rettet sie... jetzt! Bald wird es zu spät sein: Weiße können dann nicht mehr in gewisse Quartiere der Banlieue gehen, so wie heute bereits linke Organisationen. Sie müssen sich bewähren und werden immer des Paternalismus verdächtigt werden. Heute reden Leute wie wir noch immer mit euch. Aber es ist nicht sicher, ob die nächste Generation die Anwesenheit von Weißen noch akzeptieren wird.“

Im Juni 2012 war sie Mitunterzeichnerin einer Erklärung, die die für drei Jahre gefasste Grundsatzerklärung des antirassistischen Mouvement contre le racisme et pour l’amitié entre les peuples (Mrap) vom 1. April 2012 in Bobigny anprangerte, wobei insbesondere die Passagen über den anti-weißen Rassismus kritisiert wurden,
Im April 2015 erklärte sie: „Die Ideologie, wonach gemischte Paare oder das Zusammentreffen zweier Kulturen schön sein sollen, ist wirklich mies. Abstrakt gesprochen,  gibt es zwar keinen Grund, sich dem zu widersetzen. Das Problem besteht aber darin, dass es zwischen den Kulturen Herrschaftsverhältnisse gibt.“
2016 schreibt sie in „Les Blancs, les Juifs et nous“:

„Ich gehöre zu meiner Familie, meinem Clan, meinem Quartier, meiner Rasse, Algerien, dem Islam. (…)  Man erkennt einen Juden nicht, weil er sich selbst zum Juden erklärt, sondern eher an seinem Willen, in der Weißheit aufzugehen, an seiner Verherrlichung seines Unterdrückers und seinem Willen, den Kanon der Moderne zu verkörpern“

Das Buch wurde in der Zeitschrift Marianne präsentiert als „kleines Brevier zum Antirassismus, das in einen hemmungslosen Rassismus überführt wird“. Die Tageszeitung Libération bezeichnete das Werk als „hasserfüllte Logorrhö“ und „widerwärtige Brandschrift“. Die Zeitung prangert das „identitäre Abdriften“ Bouteldjas an. Sie habe legitime Gründe zur Empörung, habe aber „unhaltbare“ Antworten auf die von ihr aufgeworfenen Probleme geliefert und dokumentiere eine „widerliche historische Ignoranz“. Der Philosoph Tristan Garcia vertritt die These, dass die Positionen in Bouteldjas Werk Rasse als „strategische Kategorie“ benutzen und ihre Sicht, wie jeder radikale dekoloniale Gedanke, zwischen einer strategischen Wiederaneignung von Rassentrennungen und einer „Art nicht-weißer rassischer Epistemologie“ oszilliere.
Während einer Debatte in „Ce soir (ou jamais)“, kurz nach der Veröffentlichung des Buchs, griff der Politologe Thomas Guénolé Houria Bouteldja an: „Es gibt heute Anteile des Antirassismus, die – und es schmerzt mich sehr, das zu sagen – rassistisch geworden sind“. Er beschuldigte Houria Bouteldja, rassistisch, frauenfeindlich und homophob zu sein, indem er die verschiedenen Wortmeldungen und Schriften über Juden, Weiße, Frauen, gemischte Paare und Homosexuelle zitierte. Diese Sichtweise wird von dem Journalisten Jean Birnbaum geteilt, der in einem Artikel in Le Monde vom 9. Juni 2017 die herausragende Rolle von Houria Bouteldja „im ethno-differentialistischen Wandel eines Teils der Linken“ beschreibt, „der sich von der universalistischen Utopie losgelöst habe, um im Weißen den absoluten Feind zu sehen“. Der Journalist Thomas Guénolé kommentiert Bouteldjas Haltung folgendermaßen: „Wenn eine schwarze Frau von einem schwarzen Mann vergewaltigt wird, ist es verständlich, dass sie keine Anklage erhebt, um die schwarze Gemeinschaft zu schützen“. Bouteldja kritisiert in Anlehnung an schwarze Feministinnen in den USA auch den von ihr so genannten „weißen Feminismus“.
Für die zwanzig Intellektuellen, darunter Christine Delphy und Annie Ernaux, die als Reaktion auf den Artikel am 19. Juni in Le Monde eine Solidaritätsbekundung zur Unterstützung von Houria Bouteldja und des politischen Antirassismus verfassten, „ist es offensichtlich, dass die Kritiker Bouteldjas ihr Buch ‚Les Blancs, les Juifs et nous‘ nicht gelesen haben und beim Titel stehen geblieben sind, ohne ihn zu verstehen.“ Jack Dion von der Zeitschrift Marianne reagierte auf diese Stellungnahme mit folgenden Worten: „Verteidige einen hemmungslosen Rassisten, während du vorgibst, links zu sein.“ Der Philosoph Robert Redeker veröffentlicht daraufhin in Le Figaro Vox einen Kommentar mit dem Titel „Der Fall Bouteldja: die Petition, ein Hologramm des intellektuellen Komforts“.
Die Zeitung Le Canard enchaîné weist darauf hin, dass Houria Bouteldja in ihrem 2016 erschienenen Buch über das Zusammenleben zwischen Immigranten und Autochthonen spricht, sie es aber in Wirklichkeit ablehnt. Als Beispiel wird angeführt, dass sie dem Historiker Pascal Blanchard jede Mitarbeit an der Aufarbeitung des Kolonialismus verweigern würde, weil er weiß ist. In dem Buch „La fabrique du musulman“ greift der Politologe Nedjib Sidi Moussa Moussa vehement „eine klerikale Linke mit rassischen Tendenzen“, an, vertreten durch die Positionen von Houria Bouteldja.
In der Folge vertreten 40 Intellektuelle, darunter Rony Brauman, Eric Fassin und Lluis Sala Molins die These, dass „Houria Bouteldja und die Parti des Indigènes de la République die Opfer einer Hexenjagd geworden sind“. In Bezug auf den Politiker Jean-Luc Mélenchon monieren sie, dass „die Anschuldigungen des Antisemitismus, die er gegen Houria Bouteldja erhoben hat, unannehmbar sind“.

### Homophobie
Im Rahmen der Debatte über die gleichgeschlechtliche Ehe stellt Houria Bouteldja im Jahr 2013 fest, dass „der homosexuelle Lebensstil in den Arbeitervierteln nicht existiert“, „was kein Fehler ist“, und dass „die Ehe für alle nur weiße Homosexuelle betrifft“, wobei sie feststellt, dass „das nicht bedeutet, dass es keine homosexuellen Praktiken in den Banlieues gibt, sondern dass sie keine Priorität sind und es viel wichtigere und drängendere Fragen gibt.“ Der Soziologe Daniel Welzer-Lang reagierte auf diese Aussagen wie folgt: „Wie Bouteldja zu behaupten, dass Menschen nicht so existieren, obwohl man nur die Augen öffnen muss, um sie zu sehen, ist Homophobie“. Die LGBT-Interessenvereinigung Le Refuge vertritt die Ansicht, Bouteldjas Sichtweise berge die Gefahr, dass junge Homosexuelle in den Banlieues weiter stigmatisiert würden.
Laut Bouteldja begeht der arabische Mann, der sein Coming-out macht, „einen Akt der Unterwerfung unter die weiße Herrschaft.“
In einem Interview mit der Zeitschrift Jeune Afrique wehrt sie sich gegen den Vorwurf der Homophobie:

„Meine Worte wurden in der Presse verzerrt. Ich habe lediglich gesagt, dass die LGBT-Identitäten ein neues Phänomen in Europa sind. Im 19. Jahrhundert existierte das nicht. Sie sind im Wesentlichen europäisch. Es muss zwischen homosexueller Praxis und der  sozialen Identität von Homosexuellen unterschieden werden. Letztere wird nicht in allen Ländern zur Sprache gebracht oder anerkannt. In einigen Ländern gibt es eine gesellschaftliche Anerkennung eines Phänomens, ohne dass es politisiert, mit Ansprüchen oder einer Identitätsforderung einhergeht. Und in anderen Ländern ist es umgekehrt, wie im Westen.“

Der Journalist Serge Halimi weist auf folgende Passage im Buch „Les Blancs, les Juifs et nous“ hin: „‚Es gibt keine Homosexuellen im Iran‘. Hier spricht Ahmadinedschad. Dieser Satz hat mein Gehirn durchbohrt. Ich rahmte ihn ein und bewundere ihn. (…) Ahmadinedschad, mein Held. (…) Die Zivilisation ist empört. (…) Ich aber jubiliere.“  Halimi bemerkt hierzu: „Ein merkwürdige Haltung ihrerseits, den Präsidenten eines Landes zu verklären, der Homosexuelle hinrichtet und zugleich behauptet, dass sie nicht existieren.“
Im selben Buch schreibt Bouteldja über arabische Homosexuelle, die ihr Coming Out machen: „Wenn die Weißen sich darüber freuen, dass der männliche Eingeborene sein Coming Out macht, dann ist das sowohl Homophobie als auch Rassismus. Wie jeder weiß, ist die „Tarlouze“ (Schwuchtel) nicht ganz „ein Mensch“, denn der Araber, der seine männliche Kraft verliert, ist kein Mensch mehr.“ Thomas Guénolé zitiert diese Passage, um Bouteldja der Homophobie zu bezichtigen. Thierry Schaffauser, ein Act-Up-Aktivist, wirft in einem Artikel, der in der LGBT-Publikation Yagg veröffentlicht wurde, Guénolé vor, dieser habe auf „Ce soir (ou jamais)“ eine tendenziöse Verwendung von Zitaten aus Houria Bouteldjas Buch gemacht hat. Schaffauser vertritt die Ansicht, der Politologe habe versucht, das Publikum in die Irre zu führen, und dass Bouteldja, weit davon entfernt, homophob zu sein, eine politische Analyse der Homophobie vorlegt.
Die Tageszeitung Libération wirft Bouteldja vor, „weiße und indigene Männlichkeiten“ und „das Menschsein in Europa und im Maghreb“ als unversöhnlich darzustellen, als ob Männer oder Frauen „nur im fantasierten Erbe der Vorfahren geschlechtsspezifisch definiert werden könnten“. Die Zeitung kommt zum Schluss, dass Houria Bouteldja damit „das Schlimmste des postkolonialen Katechismus übernimmt, indem sie die Menschen nach ihrer geographischen Herkunft bestimmt“.
Die Schauspielerin und Autorin Océanerosemarie, selbst eine lesbische LGBT-Aktivistin, verteidigt Bouteldja in einem Kommentar, in dem sie erklärt, dass Bouteldjas Positionen „keineswegs als Homophobie bezeichnet werden können“. Auch sie bemängelt an den Kritiken Bouteldjas, dass sie Zitate Bouteldjas aus dem Zusammenhang reißen.

### Terrorismus
Nach den islamistischen Anschlägen in den Städten Toulouse am 11. und 19. März und Montauban am 15. März 2012 in der Region Midi-Pyrénées im Süden Frankreichs gab Bouteldja eine Erklärung zum Haupttäter Mohammed Merah ab: „Mohammed Merah, das bin ich. Das Schlimmste ist, dass es wirklich so ist. Er ist Algerier wie ich, er ist in einer Banlieue aufgewachsen, er ist Muslim wie ich. (…) Wie ich weiß er, dass er als Antisemit behandelt werden wird, wenn er die kolonisierten Palästinenser unterstützt, und als Fundamentalist, wenn er das Recht auf das Tragen des Kopftuchs unterstützt. Mohamed Merah ist ich und ich bin er. Wir haben dieselben Wurzeln und sind unter gleichen Bedingungen aufgewachsen. Wir sind postkoloniale Subjekte. Wir sind Eingeborene der Republik. (...)  Mohamed Merah - ich bin er und ich bin es nicht. (…) Durch seine Tat hat er auf die Seite seiner eigenen Gegner gewechselt. UNSERER Gegner. Mit seiner Tat ergreift er eine der wichtigsten Dimensionen unserer Feinde: diejenige nämlich, Juden als zionistische Essenz oder überhaupt als Essenz zu betrachten.“

## Veröffentlichungen
- Kapitel in „La Révolution en 2010?“: Les vrais enjeux de 2007
- Descartes et Cie, coll. „Cahier Laser“, Nr. 10,2007 ISBN 2-84446-103-4
- Mit Sadri Khiari, Félix Boggio Éwanjé-Épée und Stella Magliani-Belkacem: „Nous sommes les indigènes de la République“, Paris, Amsterdam, 2012, 435 + VIII p. ISBN 978-2-35480-113-7
- „Les Blancs, les Juifs et nous: versus une politique de l' amour révolutionnaire“, Paris, La Fabrique, 2016, ISBN 978-2-35872-081-6
- „Pouvoir politique et races sociales“, Zeitschrift Période, Juni 2016.
- „Beaufs et barbares. Le pari du nous“, Paris, La Fabrique, 2023, ISBN 978-2-35872-250-6